# Transport Layer Security
Transport Layer Security (TLS) eller dens forgænger Secure Sockets Layer (SSL) er begge protokoller, der muliggør kryptering af følsomme oplysninger i forbindelse med datakommunikation over internetprotokollen (fx via internettet og lokalnet). Herudover sikrer kryptering data, under transporten, mod uønsket ændring (dataintegritet).
TLS er udviklet af IETF (Internet Engineering Task Force).

## Anvendelser
Den primære anvendelse af TLS er til at sikre World Wide Web-trafik mellem et website og en webbrowser kodet med HTTP-protokollen. Denne anvendelse af TLS til at sikre HTTP-trafik udgør HTTPS-protokollen.
| Protocol version | Website understøttelse | Sikkerhed                                         | IETF: Request for Comments                       |
| ---------------- | ---------------------- | ------------------------------------------------- | ------------------------------------------------ |
| SSL 2.0          | 0,4%                   | Usikker                                           | (Fra 1995) RFC 6176                              |
| SSL 3.0          | 3,2%                   | Usikker                                           | (Fra 1996) RFC 6101, RFC 7568                    |
| TLS 1.0          | 44,6%                  | Forældet                                          | Fra 1999: RFC 2246, RFC 3749, RFC 3943, RFC 4366 |
| TLS 1.1          | 48,9%                  | Forældet                                          | Fra 2006: RFC 4346                               |
| TLS 1.2          | 99,5%                  | Afhænger af krypteringstype og klient afbødninger | Fra 2008: RFC 5246, RFC 5878, RFC 6066           |
| TLS 1.3          | 47,8%                  | Sikker                                            | Fra 2018: RFC 8446                               |